# Rangos e insignias de la Reichsbahn
Los rangos e insignias de la Reichsbahn muestran los grados, títulos e insignias de rangos de la Deutsche Reichsbahn durante el período 1935-1945.

## Regulaciones del uniforme de 1935

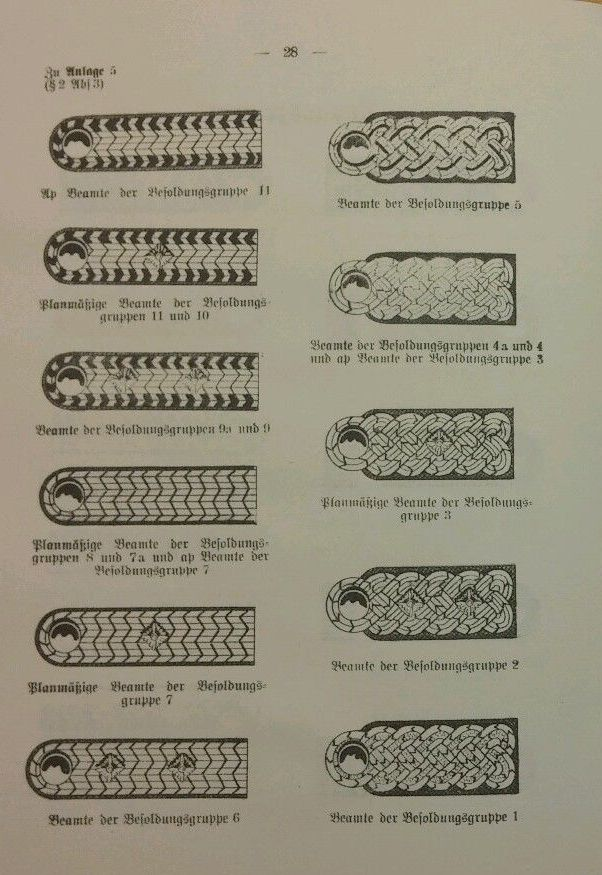
Insignias de rango para las calificaciones de 1 a 11.

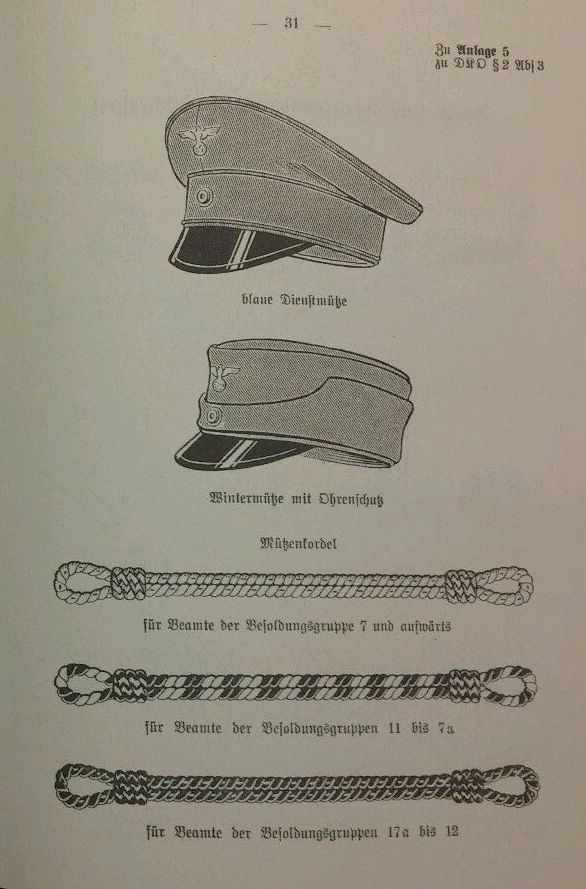
Detalles de uniforme para las categorías de pago 1-17a. Correas de la barbilla de arriba abajo: grupos de carrera superior e superior, grupo de carrera media, grupo de carrera inferior.

## Salarios, títulos y equivalentes delHeer(Ejército)
| Grado de salario en la Reichsbahn | Grado de salario en el Reichsbesoldungs- Ordnung | Títulos | Equivalencia en el Heer |
| --------------------------------- | ------------------------------------------------ | --- | ----------------------- |
| 17a                               | -                                                | Reichsbahnhelfer | Unteroffizier           |
| 17                                | -                                                | Bahnwart Schrankenwart | Unteroffizier           |
| 16                                | A10b                                             | Amtsgehilfe Pförtner Botenmeister | Unteroffizier           |
| 15                                | -                                                | Maschinist Materialaufseher Leitungsaufseher/Leitungsoberaufseher Rottenführer Rangieraufseher Bahnhofsschaffner/Oberbahnhofsschaffner Fahrladeschaffner/Oberfahrladeschaffner Triebwagenschaffner/Triebwagenoberschaffner Zugschaffner/Oberzugschaffner Weichenwart/Oberweichenwart | Unteroffizier           |
| 14a                               |                                                  | Obermaschinist | Unteroffizier           |
| 14                                | A10a                                             | Wagenaufseher Amtsmeister Hausinspektor Oberbotenmeister Reichsbahnbetriebsassistent | Feldwebel               |
| 13                                | A9a                                              | Lokomotivheizer Triebwagenführer | Feldwebel               |
| 12                                | -                                                | Materialmeister Leitungsmeister Rottenmeister Rangiermeister Lademeister Stellwerksmeister Oberlokomotivheizer Reichsbahnbetriebswart | Feldwebel               |
| 11                                | A8a                                              | Reservelokomotivführer Wagenmeister Signalwerkführer Telegrafenwerkführer Werkführer Reichsbahnassistent | Oberfeldwebel           |
| 10                                | -                                                | Zugführer | Oberfeldwebel           |
| 9a                                | -                                                | Oberleitungsmeister Oberrottenmeister Oberrangiermeister Oberlademeister Oberstellwerksmeister Oberwagenmeister Obersignalwerkführer Obertelegrafenwerkführer Oberwerkführer Oberzugführer                                                                                           | Oberfeldwebel           |
| 9                                 | A7a                                              | Lokomotivführer Signalwerkmeister Telegrafenwerkmeister Wagenwerkmeister Werkmeister Reichsbahnsekretär | Stabsfeldwebel          |
| 8                                 | A5b                                              | Seesteuermann | Leutnant                |
| 7a                                | A4d                                              | Oberlokomotivführer Signaloberwerkmeister Telegrafenoberwerkmeister Wagenoberwerkmeister Oberwerkmeister Reichsbahnobersekretär | Leutnant                |
| 7                                 | A4c2                                             | Reichsbahninspektor | Oberleutnant            |
| 6                                 | A4b1                                             | Reichsbahnoberinspektor | Hauptmann               |
| 5                                 | A3b                                              | Reichsbahnamtmann with less than three years in the grade | Hauptmann               |
| 5                                 | A3b                                              | Reichsbahnamtmann | Major                   |
| 4                                 | A2d                                              | Reichsbahnoberamtmann | Major                   |
| 3                                 | A2c2                                             | Reichsbahnrat | Major                   |
| 2                                 | A2b                                              | Reichsbahnoberrat | Oberstleutnant          |
| 1a                                | A1b                                              | Reichsbahndirektor | Oberst                  |
| 1                                 | A1a                                              | Ministerialrat Vizepräsident Abteilungspräsident | Oberst                  |
| B7a                               | B7a                                              | Präsident RBD | Generalmajor            |
| B4                                | B4                                               | Ministerialdirektor | Generalleutnant         |
| B3b                               | B3b                                              | Staatssekretär und Stellvertretender Generaldirektor | General                 |
| B3a                               | B3a                                              | Reichsverkehrsminister und Generaldirektor | Generaloberst           |

## Regulaciones del uniforme de 1941

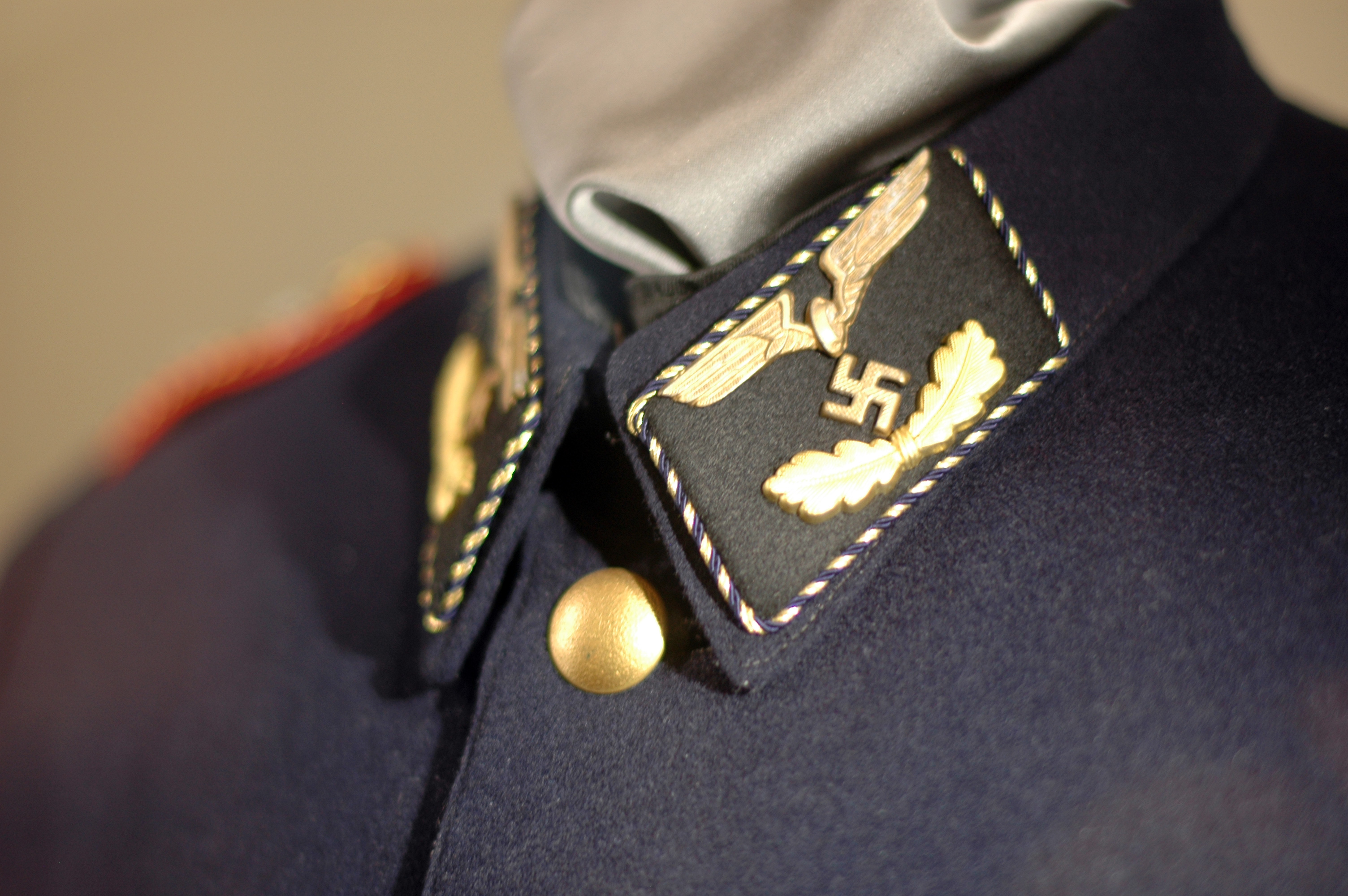
Parche del cuello para funcionarios ferroviarios del grupo de carrera media, 1941.

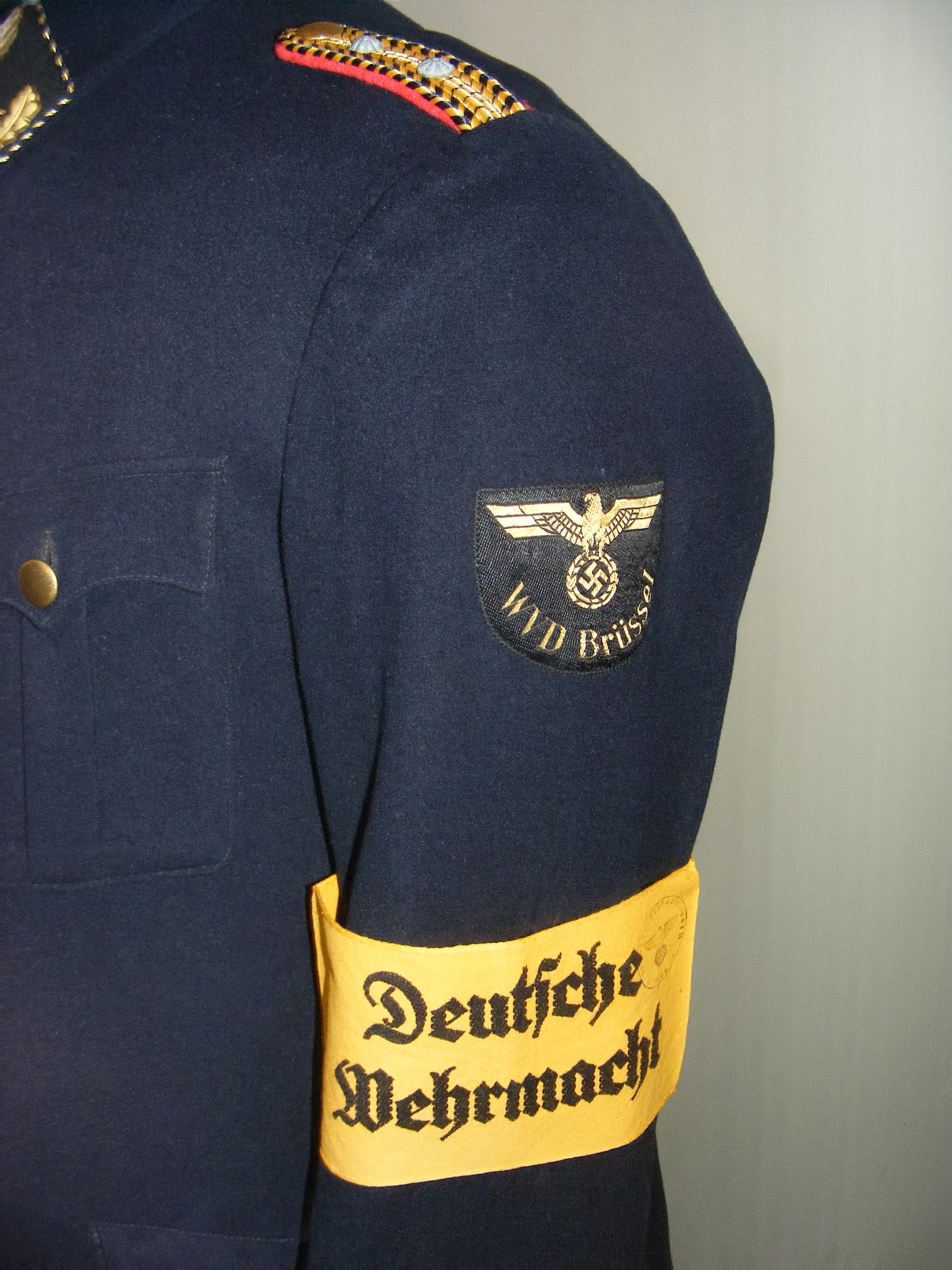
Insignia de rango para un funcionario ferroviario en grado 9a/9, sirviendo en la Wehrmachts-'Verkersdirektion Brüssel (Bélgica ocupada). El brazalete amarillo lo denota como un combatiente de acuerdo con la ley de guerra.

Las primeras regulaciones uniformes de 1941 intercambiaron las puntas en las charreteras por rosetas. También introdujeron parches de cuello que denotaban grupos de carrera.